# Girolamo Tiraboschi

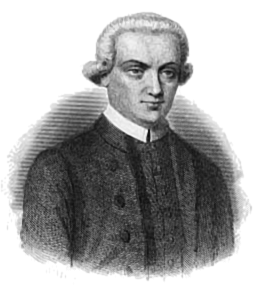
Girolamo Tiraboschi.

Girolamo Tiraboschi ([dʒiˈrɔːlamo ˌtiraˈboski]), född den 18 december 1731 i Bergamo, död den 9 juni 1794 i Modena, var en italiensk litteraturhistoriker.
Tiraboschi, som var bibliotekarie hos hertigen av Modena, blev den förste verklige tecknaren av sitt folks vittra hävder genom arbetet Storia della letteratura italiana antica e moderna (13 kvartoband, 1772–82; 4:e upplagan 1822–26, i 16 band), vari han för undersökningen från de äldsta tider fram till slutet av 1600-talet samt med lärdom, omsorg och klarhet behärskar sitt stora material, inte minst ägnande sin uppmärksamhet åt vetenskapernas historia. Arbetet är i sammandrag översatt till olika språk och lagt till grund för bland annat Ginguenés arbete i ämnet. Bland Tiraboschis övriga arbeten kan nämnas Biblioteca modenese (6 band, 1781–86) och Memorie storiche modenesi (5 band, 1793–94). Flera brevsamlingar av Tiraboschi utkom 1894–95.